# Radi de Bohr
Al model de Bohr de l'estructura de l'àtom, exposada per Niels Bohr el 1913, els electrons orbiten al voltant del nucli atòmic. Aquest model diu que els electrons només orbiten a certes distàncies del nucli, que depenen de la seva energia. A l'àtom més simple, el d'hidrogen, hi ha un únic electró, la distància entre el nucli i l'òrbita possible més petita, la de menor energia, de l'electró és anomenada radi de Bohr.
D'acord amb el CODATA, el radi de Bohr tindria un valor de 5,291772108(18)x 10−11 m (és a dir, aproximadament 53 pm (picòmetres) o 0,53 àngstroms). El nombre que hi ha entre parèntesis (18) indica la incertesa dels darrers dígits. Aquest valor pot ser expressat en termes d'altres constants físiques:
{\displaystyle a_{0}={\frac {4\pi \epsilon _{0}\hbar ^{2}}{m_{e}e^{2}}}={\frac {\hbar }{m_{e}c\alpha }}}
on
{\displaystyle \epsilon _{0}\ } és la permitivitat al buit
{\displaystyle \hbar \ } és la constant de Planck
{\displaystyle m_{e}\ } és la massa en repòs de l'electró,
{\displaystyle e\ } és la càrrega elemental
{\displaystyle c\ } és la velocitat de la llum al buit
{\displaystyle \alpha \ } és la constant d'estructura fina.
Tot i que el model de Bohr no descriu correctament l'àtom, el radi de Bohr conserva el seu valor com una mesura característica del núvol d'electrons a la descripció de l'àtom segons la mecànica quàntica. Així el radi de Bohr és utilitzat habitualment com una unitat en física atòmica, vegeu unitats atòmiques.
Cal fer notar que la definició del radi de Bohr no inclou l'efecte de la massa reduïda, per tant, en un model més precís on l'efecte de la massa reduïda sigui inclòs, el radi de Bohr no seria igual al radi orbital de l'electró d'un àtom d'hidrogen. Això es fa per conveniència: la definició de més amunt del radi de Bohr apareix en equacions relacionades amb àtoms diferents del d'hidrogen, on la correcció de la massa reduïda és diferent. Si utilitzessim la definició del radi de Bhor que inclou la massa reduïda de l'hidrogen, per altres àtoms seria necessari d'incloure unes correccions molt més complexes a les seves equacions.
El radi de Bohr de l'electró és una d'un grup de tres unitats de longitud interrelacionades, les altres dues són la longitud d'ona de Compton de l'electró {\displaystyle \lambda _{e}\ } i el radi clàssic de l'electró o radi de Compton {\displaystyle r_{e}\ }. El radi de Bohr es defineix a partir de la massa de l'electró {\displaystyle m_{e}}, la constant de Planck {\displaystyle \hbar \ } i la càrrega de l'electró {\displaystyle e\ }. La longitud d'ona de Compton es defineix a partir de {\displaystyle m_{e}\ }, {\displaystyle \hbar \ } i la velocitat de la llum {\displaystyle c\ }. El radi clàssic de l'electró es defineix a partir de {\displaystyle m_{e}\ }, {\displaystyle c\ } i {\displaystyle e\ }. Cadascuna d'aquestes tres longituds es pot escriure en termes d'una altra utilitzant la constant d'estructura fina {\displaystyle \alpha \ }:
{\displaystyle r_{e}={\frac {\alpha \lambda _{e}}{2\pi }}=\alpha ^{2}a_{0}}
Si s'inclou l'efecte de la massa reduïda, el radi de Bohr vindria donat per l'equació:
{\displaystyle \ a_{0}^{*}\ ={\frac {\lambda _{p}+\lambda _{e}}{2\pi \alpha }}},
on
{\displaystyle \lambda _{p}\ } és la longitud d'ona de Compton del protó.
{\displaystyle \lambda _{e}\ } és la longitud d'ona de Compton de l'electró.
{\displaystyle \alpha \ } és la constant d'estructura fina.
A l'equació anterior, l'efecte de la massa reduïda és considerat utilitzant la longitud d'ona de Compton per a l'lectró i per al protó.